# New York Rangers
Los New York Rangers (en español, Vigilantes de Nueva York) son un equipo profesional de hockey sobre hielo de los Estados Unidos con sede en la ciudad de Nueva York. Compiten en la División Metropolitana de la Conferencia Este de la National Hockey League (NHL) y disputan sus partidos como locales en el Madison Square Garden, ubicado en el borough de Manhattan. 
El equipo fue fundado en 1926, y desde su creación ha formado parte de la NHL. En la temporada 1927/28 fue el primer club estadounidense en hacerse con la Stanley Cup, y durante los años 1930 desarrolló su mejor época de juego con dos títulos de liga más (1932/33 y 1939/40) y un subcampeonato. Después formó parte del Original Six, grupo de seis equipos que jugó en la NHL desde 1942 hasta la expansión de 1967.
Pese a ser uno de los equipos con más historia de la NHL, New York Rangers sólo ha ganado cuatro Stanley Cup. Después de décadas sin éxito, la franquicia volvió a la senda de las victorias en los años 1990, con varios campeonatos de División y su último título de liga, logrado en la temporada 1993/94.

## Historia

### Creación de la franquicia

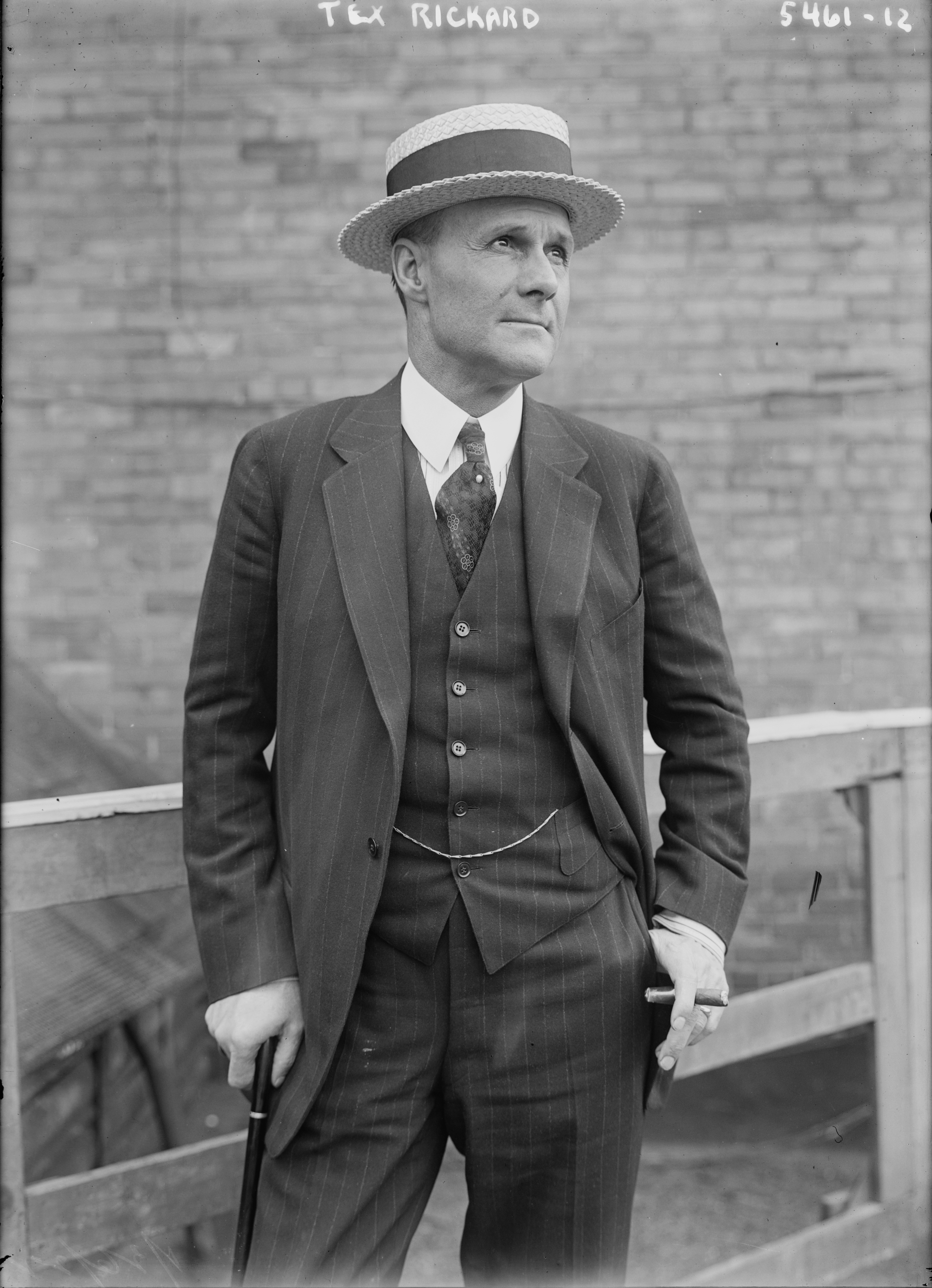
Ted Rickard fue el hombre que fundó New York Rangers en 1926.

La franquicia nace a raíz de la aceptación de New York Americans, el primer equipo de la ciudad de Nueva York que se unió a la National Hockey League en 1925. La buena asistencia a sus partidos en el Madison Square Garden llevó al presidente del estadio, Tex Rickard, a impulsar un segundo club pese a que prometió a los Americans que serían el único equipo de hockey que jugaría ahí. La liga le concedió una franquicia de expansión a partir de la temporada 1926/27, que desde el principio estuvo controlada por Rickard.
Para competir contra los Americans, Rickard invirtió 50.000 dólares y se centró en el fichaje de jugadores prometedores. Para dirigir al equipo se contrató en un principio a Conn Smythe. Este se encargó de confeccionar un conjunto competitivo, pero dimitió semanas antes de comenzar la temporada por un desencuentro con el presidente del club, el Coronel John S. Hammond. Smyhte se convertiría días después en el propietario de Toronto Maple Leafs. En su lugar, Tex Richard contrató como nuevo técnico a Lester Patrick, quien se mantuvo al frente durante 13 años. En esos años la prensa comienza a apodar al nuevo equipo como Tex's Rangers. El nombre gustó al fundador, que terminó llamando a la franquicia New York Rangers.

### Éxito y primera Stanley Cup (1926-1930)
El primer partido de New York Rangers se disputó el 16 de noviembre de 1926, con victoria frente a Montreal Maroons, y desde su primera temporada se consolidó como un club competitivo. En su primera temporada y liderados por Bill Cook, máximo goleador del año con 33 tantos, el equipo se proclamó campeón de la División Americana y llegó hasta las semifinales del playoff, donde fue eliminado por Boston Bruins.
Un año después, el equipo de Nueva York hizo historia al convertirse en el primer club estadounidense en ganar la Stanley Cup, al derrotar en la final a Montreal Maroons. En uno de los partidos de la final, el entrenador Lester Patrick tuvo que ejercer como jugador de campo para sustituir al portero Lorne Chabot, que se había lesionado. En ese tiempo el equipo desbancó a New York Americans como club con más seguimiento de la ciudad, ganándose el apodo de Broadway Blueshirts (Camisas azules de Broadway). Además destacó por su juego de ataque y deportividad, siendo su máximo estandarte el atacante Frank Boucher, que ganó en la temporada 1927/28 el primero de sus siete trofeos Lady Byng al juego limpio.
New York Rangers consiguió llegar a la final de la Stanley Cup en las temporadas 1928/29 y 1931/32, si bien no pudo conseguir el título. El 13 de diciembre de 1929 el equipo fue el primero de la NHL en viajar en avión para disputar un encuentro frente a Toronto Maple Leafs.

### Dominio durante la Gran Depresión (1930-1942)
Aunque la Gran Depresión afectó a la NHL e incluso algunos equipos terminaron desapareciendo, la situación económica de New York Rangers fue mejor que la de su rival, New York Americans, al haberse convertido en el club de hockey con más aficionados y tener apoyos entre la élite cultural y política de la ciudad. En el curso 1931/32 el equipo alcanzó de nuevo campeonato de División y llegó hasta la final de la liga, que perdió frente a los Toronto Maple Leafs de Conn Smythe. Pero en la temporada 1932/33 el club se repuso y consiguió su segunda Stanley Cup, después de derrotar al mismo rival que le venció el año pasado. Los jugadores más destacados de ese año fueron Bill Cook -28 goles y 22 asistencias- el extremo izquierda Bun Cook y Frank Boucher, que logró 28 asistencias.
Con el paso del tiempo, los Rangers renovaron su plantilla y las estrellas veteranas como Boucher comenzaron a retirarse. En ese tiempo los resultados del equipo empeoraron, llegando a no clasificarse por primera vez para los playoff por el título en la temporada 1935/36. Sin embargo esta mala racha duró poco tiempo, y con la contratación del portero Davey Kerr y el defensa Art Coulter el equipo volvió a perfilarse como una de las potencias del campeonato.
El proceso de renovación concluyó en 1939 con la retirada del banquillo neoyorquino de Lester Patrick, quien permaneció como director general hasta 1946. Su sustituto como técnico fue el exjugador Frank Boucher, que debutó en la temporada 1939/40. Con una plantilla liderada por el capitán Art Coulter y estrellas como Neil Colville, Bryan Hextall y Lynn Patrick, hijo de Lester Patrick, New York Rangers consiguió su tercera Stanley Cup derrotando a Toronto Maple Leafs.
El dominio de los Rangers a finales de los años 1940 tuvo consecuencias negativas para el otro equipo de la ciudad, New York Americans. Dicha franquicia tuvo que abandonar el Madison Square Garden y se trasladó a Brooklyn en 1940, para desaparecer finalmente en 1942 por falta de jugadores y problemas económicos. Al poco tiempo, el director general y entrenador de los Americans Red Dutton afirmó que, mientras él siguiera vivo, el equipo neoyorquino "no volvería a levantar la copa". Esta anécdota, conocida como Maldición de 1940, fue utilizada más tarde por medios de comunicación y aficionados de los Rangers para justificar los 44 años que la franquicia estuvo sin ganar el máximo título de la NHL.

### Original Six (1942-1967)

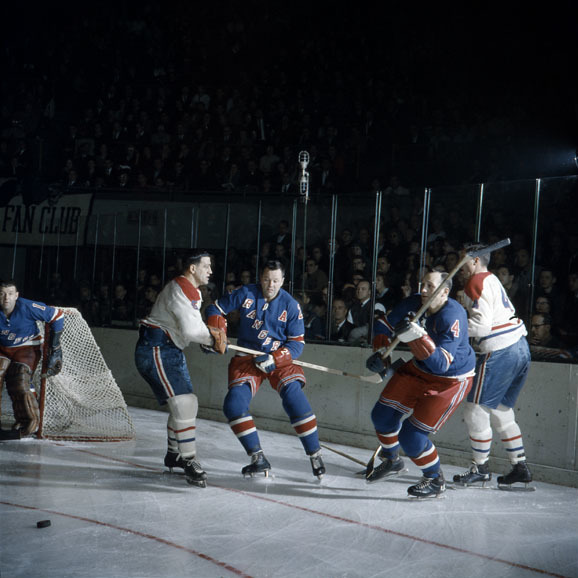
Partido entre New York Rangers y Montreal Canadiens, disputado en la década de 1960.

Con la desaparición de New York Americans, los Rangers se convirtieron en el único equipo de Nueva York. Desde 1942 y durante las próximas 25 temporadas, la NHL estuvo formada solo por seis equipos entre los cuales se encontraban los Rangers, época conocida como Original Six. En la temporada 1942/43 New York Rangers había perdido a sus mejores jugadores porque estos se habían alistado al Ejército durante la Segunda Guerra Mundial, y durante cinco temporadas no se clasificó para playoff.
A diferencia de otros equipos como Montreal Canadiens o Toronto Maple Leafs, que vivieron sus mejores momentos durante la era Original Six, New York Rangers no ganó la Stanley Cup en los 25 años que duró ese periodo. El equipo neoyorquino se vio perjudicado por el cambio de reglas a la hora de conseguir jóvenes promesas. Según las normas de la NHL, un equipo tenía preferencia a la hora de fichar un joven talento si este se encontraba dentro de un área de 50 millas de distancia desde la sede del club, algo que beneficiaba a los equipos canadienses (donde se concentraban la mayoría de practicantes del hockey) y perjudicaba a los estadounidenses. Aun así, los Rangers contaron con buenos jugadores como Buddy O’Connor -ganador del Trofeo Hart de 1948-, Chuck Rayner, Harry Howell -Trofeo James Norris de 1967- y Andy Bathgate, máximo goleador del equipo hasta los años 1970.
En todo ese tiempo, su mejor actuación se produjo en la temporada 1949/50, cuando los Rangers llegaron hasta la final de la Stanley Cup. Sin embargo, cayeron frente a Detroit Red Wings en la prórroga del último partido de la serie. En las fechas de la final los Rangers no podían usar su cancha porque se había instalado allí un circo, por lo que tuvieron que jugar como local en Toronto, Canadá. En ese tiempo se dio el hecho de que el propietario de los Red Wings, James E. Norris, consiguió un importante paquete de acciones de la franquicia, que mantuvo desde los años 1940 hasta su muerte en 1952. Aunque ejerció poder dentro de los Rangers nunca fue su accionista mayoritario, medida que hubiera violado las normas de la NHL contra el monopolio en el control de los equipos. El ciclo Original Six terminó con la expansión de la liga a 12 equipos en 1967, año en que comenzaron las obras para la construcción del nuevo Madison Square Garden.

### Recuperación deportiva (1967-1987)
Con la expansión de franquicias, New York Rangers mejoró y el equipo consiguió clasificarse para los playoff gracias a la actuación de jugadores como Bernie Geoffrion, antigua estrella de Montreal Canadiens que disputó sus últimos años como profesional en la franquicia neoyorquina. Con el estreno del nuevo Madison Square Garden en 1968, los Rangers renovaron por completo su plantilla y lograron meterse en la fase final del torneo durante nueve años consecutivos.
Después de décadas relegados al ostracismo, los Rangers consiguieron disputar de nuevo una final de liga en la temporada 1971/72, bajo el liderazgo de Jean Ratelle y Rod Gilbert, máximos anotadores en la historia de la franquicia. Sin embargo, perdieron en la final frente a Boston Bruins. Dos temporadas después, el equipo neoyorquino llegó hasta la semifinal contra Philadelphia Flyers, en una de las series más competitivas en la historia de la NHL. La serie necesitó de siete partidos para resolverse, y finalmente los Flyers pasaron a la final del campeonato. Semanas después, Filadelfia se convirtió en el primer equipo de expansión que ganó la Stanley Cup.
Por otro lado, New York Rangers dejó de ser el único equipo de Nueva York debido al ingreso de New York Islanders, franquicia establecida en Long Island, en 1972. El nuevo club tuvo que pagar una fianza muy elevada, 4 millones de dólares, para poder jugar en la NHL, y los choques entre ambas formaciones se convirtieron en uno de los derbis más disputados durante los años 1970 y 1980. El primer encuentro en unos playoff tuvo lugar en 1974/75 con victoria para New York Islanders, y la rivalidad creció con el paso de los años.
En 1975 Nueva York se hizo con los servicios de las estrellas Phil Esposito y Carol Vadnais, y fue una de las primeras franquicias de la NHL en fijarse en el mercado europeo al contratar a Anders Hedberg y Ulf Nilsson, procedentes de la World Hockey Association. Dos años después la franquicia cambió de propietarios, cuando Gulf+Western se hizo con la gestión del Madison Square Garden y, por extensión, con New York Knicks y New York Rangers. Durante ese tiempo Nueva York mantuvo un buen nivel de juego, y en la temporada 1978/79 volvió a llegar a una final tras derrotar en el playoff a Los Angeles Kings, Philadelphia Flyers y New York Islanders. Sin embargo, no consiguió la Stanley Cup al perder la serie contra Montreal Canadiens.
Pese a que los resultados deportivos fueron positivos, la franquicia tuvo que afrontar una competencia territorial que le restó apoyos en el área metropolitana de Nueva York. Por un lado New York Islanders, el máximo rival de los Rangers, ganó cuatro Stanley Cup consecutivas desde 1979/80 hasta 1982/83. Por el otro, se había producido en 1982 el traslado de Colorado Rockies a Nueva Jersey para convertirse en New Jersey Devils, surgiendo inmediatamente una rivalidad conocida como duelo del Río Hudson. El mayor logro de New York Rangers en ese tiempo fue llegar hasta la final de Conferencia en los playoff de la temporada 1985/86.

### Era Messier y cuarto título de liga (1988-1996)

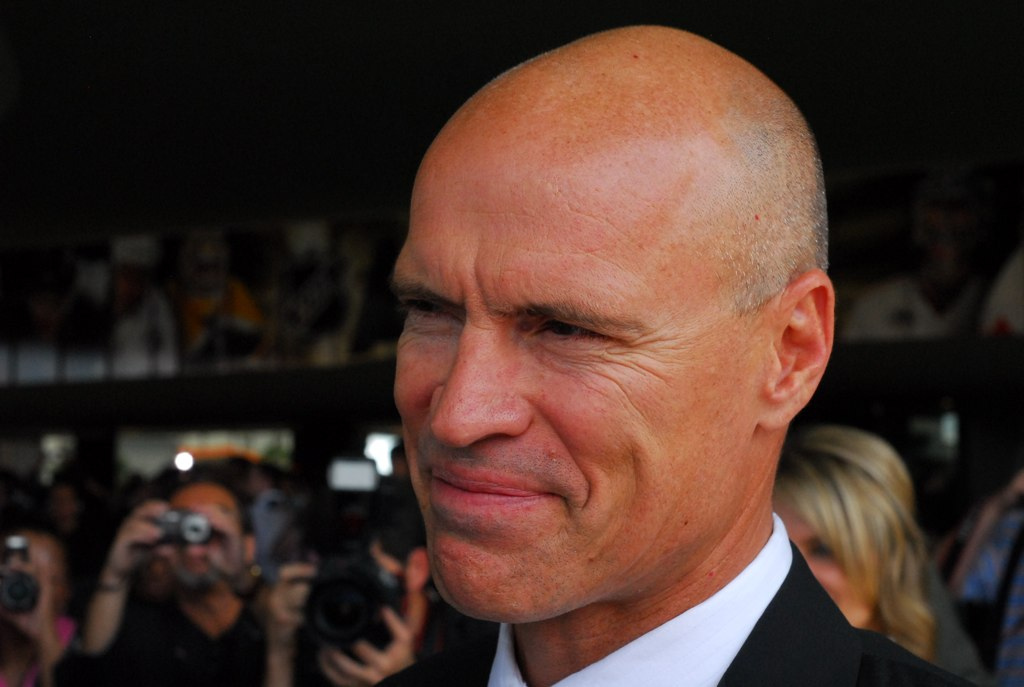
Mark Messier fue capitán de los Rangers desde 1991 hasta 1997, y de 2000 a 2004.

A finales de los años 1980 New York Rangers se confirmó como uno de los equipos a batir en la NHL, si bien continuaba registrando malas actuaciones en las fases finales. Con la contratación de Neil Smith como director general para la temporada 1989/90, la franquicia se propuso a medio plazo formar un conjunto capaz de luchar por la Stanley Cup. Esa misma campaña el equipo terminó líder en su División, aunque cayó frente a su rival de grupo, Washington Capitals, en los playoff por el título.
Neil Smith reforzó bien la plantilla con contrataciones como el delantero Adam Graves, que llegó en 1991 como agente libre y se convirtió en uno de los mayores goleadores de la franquicia, Mike Gartner, y la llegada de la estrella canadiense Mark Messier. Procedente de Edmonton Oilers, equipo con el que ganó cinco Stanley Cup, Messier se convirtió desde el principio en pieza clave para el club. En la temporada 1991/92 los Rangers ganaron el Trofeo de los Presidentes y partían como favoritos para hacerse con el campeonato de liga, pero en el partido decisivo de la final de Conferencia frente a Pittsburgh Penguins el equipo neoyorquino no supo aprovechar sus oportunidades y terminó eliminado.
Después de una decepcionante temporada 1992/93 en la que no se consiguió la clasificación, Neil Smith contrató a Mike Keenan, procedente de Chicago, como nuevo entrenador. En 1993/94 Nueva York ganó el Trofeo de los Presidentes con una cifra récord para la franquicia de 52 victorias, 24 derrotas y 8 empates. La superioridad mostrada por el equipo se plasmó esta vez en los playoff por el título, y el equipo eliminó a New York Islanders y Washington Capitals sin muchos problemas. La final de la Conferencia Este fue mucho más complicada, ya que la serie contra New Jersey Devils no se resolvió hasta el último partido. Una vez en la final, New York Rangers necesitó siete encuentros para derrotar a Vancouver Canucks, siendo el último partido el 14 de junio de 1994. De este modo, los Rangers ganaron su cuarta Stanley Cup. En el plano individual, Brian Leetch se convirtió en el primer estadounidense que ganó el Trofeo Conn Smythe como jugador más valioso del playoff.
En el año que se consiguió el torneo, Gulf+Western (que en 1989 cambió su nombre por el de Paramount Communications) fue vendida a Viacom, y con ella todas sus participaciones en otras empresas. Viacom no estaba interesada en controlar equipos deportivos ni en la gestión del Madison Square Garden, por lo que vendió su participación heredada en New York Knicks y New York Rangers a Cablevision.

### Llegada de Gretzky y Jagr (1997-2004)

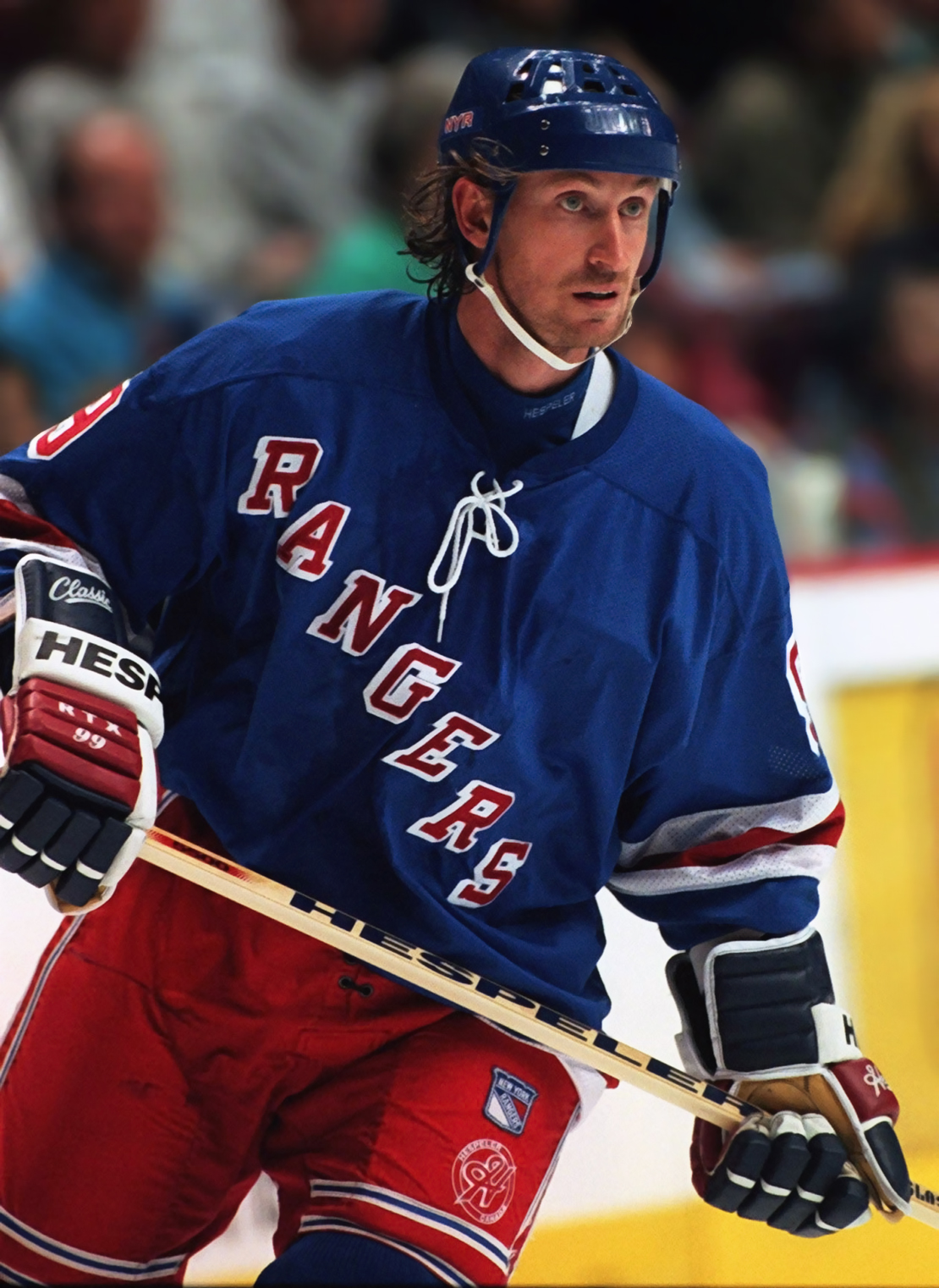
Wayne Gretzky jugó para Nueva York desde 1996 hasta su retirada en 1999.

A comienzos de la temporada 1994/95 New York Rangers tuvo que afrontar la marcha de su entrenador Mike Keenan, que abandonó el club por una disputa con el director general Neil Smith. La campaña se vio afectada por una huelga de jugadores, y New York cayó en segunda ronda de playoff sin posibilidad de revalidar su título.
En 1996 los Rangers anunciaron la contratación de la estrella del hockey sobre hielo Wayne Gretzky. Sin embargo, la franquicia se encontraba en un proceso de renovación, con la marcha de su estrella Mark Messier a Vancouver Canucks o la retirada del propio Gretzky en 1999. En ese tiempo la actuación de Nueva York en la NHL empeoró, y en la temporada 1997/98 no alcanzó la fase final por el título. Durante siete temporadas y hasta 2004, el equipo no consiguió clasificarse para los playoff.
Los propietarios de New York Rangers trataron de reconducir la situación. En 2000 Neil Smith fue despedido y se formó un equipo con Mark Messier, que había regresado tras su retirada, y veteranos como Theoren Fleury, Pavel Bure o Eric Lindros. Sin embargo, el equipo no cumplió con las expectativas y se quedó fuera de la fase final. En la temporada 2003/04 Messier se retiró y Nueva York contrató a Jaromir Jagr, procedente de Washington Capitals, con un salario de 7,8 millones de dólares al año. Sin embargo, el equipo no logró de nuevo clasificarse para playoff. Por otra parte, el equipo tuvo también mala suerte al perder a uno de sus jugadores más prometedores, el portero Dan Blackburn, que tuvo que retirarse a los 22 años por una lesión crónica en el hombro.

### Era actual (Desde 2005)
Después de la temporada 2004/05, completamente paralizada por la huelga de jugadores, New York Rangers afrontó como objetivo la clasificación para los playoff. Bajo las órdenes del director general Tom Renney, la franquicia se deshizo de sus jugadores más veteranos como Eric Lindros y apostó en su lugar por un bloque de jóvenes promesas y jugadores europeos como el portero sueco Henrik Lundqvist o los checos Petr Průcha y Martin Straka. En 2005/06 el equipo volvió a clasificarse para playoff con un récord de 44 victorias, aunque cayó en la primera ronda.
Durante las siguientes temporadas el equipo consiguió llegar a la fase final de la NHL, aunque no pudo avanzar más allá de la primera ronda. En 2008 New York Rangers vivió una tragedia cuando su elección de draft y joven promesa rusa Alexei Cherepanov falleció a los 19 años por muerte súbita cardiaca. Ese mismo año, el equipo despidió a Tom Renney y contrató como nuevo director deportivo a Jonh Tortorella. Actualmente el equipo trata de volver a la élite de la liga de hockey, bajo la capitanía de Chris Drury y con la contratación de estrellas como Marián Gáborík.

## Escudo y equipación

### Escudo
La imagen de New York Rangers es un escudo de corte clásico, con "New York" en una parte superior azul que recuerda a una corona, y "Rangers" escrito en una franja diagonal azul. En el escudo están presentes también los colores rojo y blanco.
En los 99 años años de historia la idea del escudo ha sido siempre la misma, aunque el diseño ha variado con el paso del tiempo. La imagen original perduró desde 1926 hasta 1947, año en que se añadió un borde azul al escudo y se rediseñaron todos sus lados. En 1953 se adaptó a una forma casi cuadrada, redondeando sus bordes en 1968. El diseño actual data de 1978, muestra una imagen estilizada y nueva tipografía.
Con motivo del 70 aniversario de la franquicia, en 1996 se introdujo un logotipo alternativo, que mostraba el rostro de la Estatua de la Libertad en tres dimensiones con las siglas "NYR" debajo. Aunque el logo era provisional, la aceptación de los aficionados fue mejor de lo esperado, por lo que los propietarios lo mantuvieron como un icono más.

### Equipación
- Uniforme como local: Camiseta azul, pantalón rojo.
- Uniforme como visitante: Camiseta blanca, pantalón rojo.

New York Rangers viste de azul para los partidos en casa y de blanco para los partidos fuera, con una equipación fabricada por Reebok. En el pecho no está presente el escudo como sucede en otros clubes, y figura la inscripción "Rangers" en diagonal, con letras mayúsculas de color rojo.
Salvo ligeras variaciones en el tono del azul, la equipación siempre ha tenido el mismo aspecto desde la fundación de la franquicia hasta el día de hoy. Donde sí han existido las variaciones es en la tercera equipación, que los Rangers portaron por primera vez en la temporada 1991/92. La más conocida fue una tercera equipación de color azul marino con el logotipo alternativo de la franquicia, que dejó de utilizarse en 2007.

## Estadio

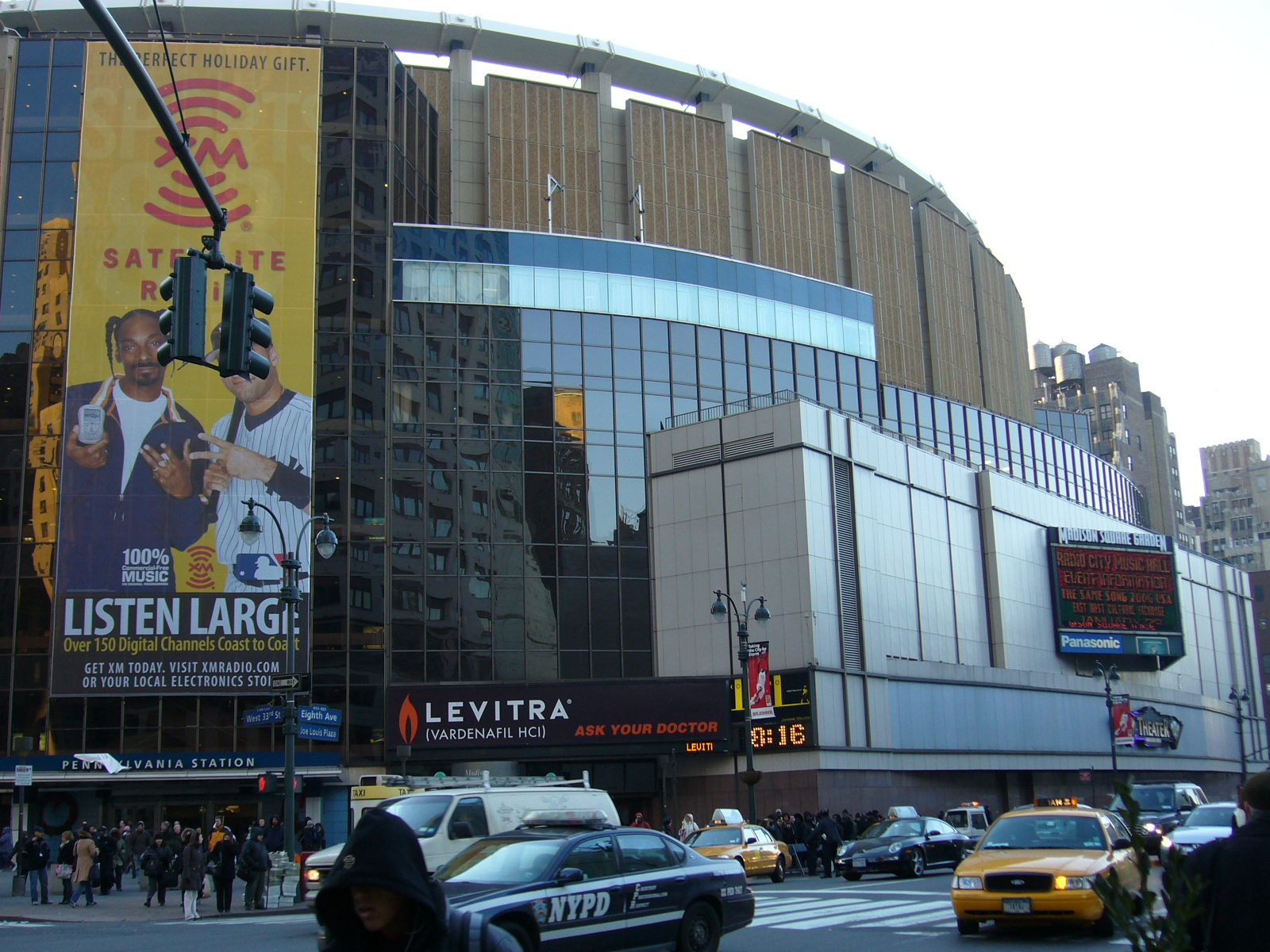
Exterior del Madison Square Garden.

New York Rangers disputa sus partidos como local en Madison Square Garden, centro multiusos situado en el barrio neoyorquino de Manhattan. Inaugurado el 11 de febrero de 1968, su cancha de hockey sobre hielo puede albergar hasta 18.200 espectadores. El estadio está gestionado por la empresa Madison Square Garden, Ltd, subsidiaria de Cablevision.
Madison Square Garden es uno de los recintos deportivos y de espectáculos más conocidos del mundo y con mayor asistencia. En ese sentido, New York Rangers es una de las franquicias que mayores aforos registra en la NHL. Aunque es el campo de los New York Rangers, el arena es más conocido por albergar al club de baloncesto New York Knicks. Desde 1997 juega también en él New York Liberty, equipo de baloncesto femenino de la WNBA. Además sirve también como sede de conciertos y acontecimientos puntuales como WrestleMania o importantes veladas de boxeo.
El actual Madison Square Garden es la cuarta instalación de Nueva York que recibe ese nombre. El MSG original se levantó en 1879, mientras que el segundo se inauguró en 1890 y estaba situado cerca de Madison Avenue. El tercer MSG, levantado en 1925 en Madison Square, fue el primer estadio de los New York Rangers desde su fundación en 1926 hasta 1968, con una capacidad de 15.000 espectadores en partidos de hockey.

## Jugadores

### Plantilla (Temporada 2010/11)
Actualizado a 29 de julio de 2010

#### Porteros
| Dorsal |                   | Nombre           | Mano      | Desde | Lugar de nacimiento       |
| ------ | ----------------- | ---------------- | --------- | ----- | ------------------------- |
| 30     | Bandera de Suecia | Henrik Lundqvist | Izquierda | 2000  | Åre (Jämtland)            |
| -      | Bandera de Canadá | Martin Biron     | Izquierda | 2010  | Ciudad de Quebec (Quebec) |

#### Defensas
| 4  | Bandera de Canadá          | Michael Del Zotto | Izquierda | 2008 | Stouffville (Ontario)       |    |                           |               |         |  |              |
| 5  | Bandera de Canadá          | Daniel Girardi    | Derecha   | 2006 | Welland (Ontario)           |    |                           |               |         |  |              |
| 6  | Bandera de Canadá          | Wade Redden       | Izquierda | 2008 | Lloydminster (Saskatchewan) |    |                           |               |         |  |              |
| 18 | Bandera de Canadá          | Marc Staal        | Izquierda | 2005 | Thunder Bay (Ontario)       |    |                           |               |         |  |              |
| 25 | Bandera de Suecia          | Anders Eriksson   | Izquierda | 2010 | Böllnas (Gävleborg)         |    |                           |               |         |  |              |
| 33 | Bandera de República Checa | Michal Rozsival   | Derecha   | 2005 | Vlašim (Bohemia Central)    |    |                           |               |         |  |              |
| 97 | Bandera de Estados Unidos  | Matt Gilroy       | Derecha   | 2009 | North Bellmore (Nueva York) | 27 | Bandera de Estados Unidos | Ryan Mcdonagh | Derecha |  | (Nueva York) |
| -  | Bandera de Canadá          | Steve Eminger     | Derecha   | 2010 | Woodbridge (Ontario)        |    |                           |               |         |  |              |

#### Atacantes
| Dorsal |                            | Nombre                        | Tiro      | Posición | Desde | Lugar de nacimiento                   |
| ------ | -------------------------- | ----------------------------- | --------- | -------- | ----- | ------------------------------------- |
| 8      | Bandera de Canadá          | Brandon Prust                 | Izquierda | LW       | 2010  | London (Ontario)                      |
| 10     | Bandera de Eslovaquia      | Marián Gáborík                | Izquierda | RW       | 2009  | Trenčín (Trenčín)                     |
| 16     | Bandera de Canadá          | Sean Avery                    | Izquierda | LW       | 2009  | North York (Ontario)                  |
| 17     | Bandera de Estados Unidos  | Brandon Dubinsky              | Izquierda | LW       | 2004  | Anchorage (Alaska)                    |
| 15     | Bandera de Canadá          | Dustin Jeffrey                | Izquierda | C        | 2007  | Owen Sound (Ontario)                  |
| 17     | Bandera de Estados Unidos  | Michael Rupp                  | Izquierda | RW       | 2009  | Cleveland (Ohio)                      |
| 20     | Bandera de República Checa | Václav Prospal (Alt. capitán) | Izquierda | LW       | 2009  | České Budějovice (Bohemia Meridional) |
| 22     | Bandera de Estados Unidos  | Brian Boyle                   | Izquierda | C        | 2009  | Hingham (Massachusetts)               |
| 23     | Bandera de Estados Unidos  | Chris Drury (Capitán)         | Derecha   | C        | 2007  | Trumbull (Connecticut)                |
| 24     | Bandera de Estados Unidos  | Ryan Callahan (Alt. capitán)  | Derecha   | RW       | 2004  | Rochester (Nueva York)                |
| 26     | Bandera de Canadá          | Erik Christensen              | Izquierda | C        | 2009  | Edmonton (Alberta)                    |
| 32     | Bandera de Canadá          | Dale Weise                    | Derecha   | RW       | 2008  | Winnipeg (Manitoba)                   |
| 42     | Bandera de Rusia           | Artjom Anisimov               | Izquierda | C        | 2006  | Yaroslavl (Óblast de Yaroslavl)       |
| 81     | Bandera de Rusia           | Enver Lisin                   | Izquierda | RW       | 2009  | Moscú (Óblast de Moscú)               |
| -      | Bandera de Rusia           | Aleksandr Frolov              | Derecha   | LW       | 2010  | Moscú (Óblast de Moscú)               |

### Capitanes
- Bill Cook, 1926–37
- Art Coulter, 1937–42
- Ott Heller, 1942–45
- Neil Colville, 1945–48
- Buddy O'Connor, 1949–50
- Frank Eddolls, 1950–51
- Allan Stanley, 1951–53
- Don Raleigh, 1953–55
- Harry Howell, 1955–57
- George Sullivan, 1957–61
- Andy Bathgate, 1961–64
- Camille Henry, 1964–65
- Bob Nevin, 1965–71
- Vic Hadfield, 1971–74

- Brad Park, 1974–75
- Phil Esposito, 1975–78
- Dave Maloney, 1978–80
- Walt Tkaczuk, 1980–81
- Barry Beck, 1981–86
- Ron Greschner, 1986–87
- Kelly Kisio, 1987–91
- Mark Messier, 1991–97
- Brian Leetch, 1997–2000
- Mark Messier, 2000–04[51]
- Sin capitán, 2004–06  (Huelga en la NHL)
- Jaromir Jagr, 2006–08
- Chris Drury, Desde 2008

### Dorsales retirados
- 1: Eddie Giacomin. Retirado el 15 de marzo de 1989. Portero canadiense que permaneció 11 temporadas en los Rangers .
- 2: Brian Leetch. Retirado el 24 de enero de 2008. Defensa que permaneció buena parte de su carrera en Nueva York, ejerció como capitán del club desde 1997 hasta 2000.
- 3: Harry Howell. Retirado el 22 de febrero de 2009. Defensa que formó parte de los Rangers del Original Six durante 17 temporadas, fue capitán entre 1955 y 1957.
- 7: Rod Gilbert. Retirado el 14 de octubre de 1979. Atacante derecho que desarrolló toda su carrera profesional en la franquicia neoyorquina, es el máximo goleador en la historia de los Rangers. Su dorsal fue el primero de la franquicia en ser retirado.
- 9: Andy Bathgate. Retirado el 22 de febrero de 2009. Atacante derecho que ganó el Trofeo Hart de 1959 con Nueva York.
- 9: Adam Graves. Retirado el 3 de febrero de 2009. Tercer máximo goleador de Nueva York y uno de los artífices de la Stanley Cup de la temporada 1993/94.
- 11: Mark Messier. Retirado el 12 de enero de 2006. Capitán de New York Rangers en 11 temporadas consecutivas.
- 35: Mike Ritcher. Retirado el 4 de febrero de 2004. Portero que desarrolló toda su carrera con Nueva York en los años 1990.

Además, está retirado el dorsal 99 en honor a Wayne Gretzky en todos los equipos de la NHL.

## Palmarés
Actualizado a 21 de julio de 2010

### Equipo
- Stanley Cup: 4 (1927/28, 1932/33, 1939/40, 1993/94)
- Trofeo de los Presidentes: 3 (1991/92, 1993/94, 2014/15)
- Trofeo Príncipe de Gales: 4 (1931/32, 1941/42, 1993/94, 2013/14)
- Campeonato de División: 8 (1926/27, 1931/32, 1989/90, 1991/92, 1993/94, 2011/12, 2014/15)
- Victoria Cup: 1 (2008)

### Individual
Trofeo Art Ross
- Bryan Hextall: 1941/42
- Bill Cook: 1926/27, 1932/33

Trofeo Bill Masterton
- Jean Ratelle: 1970/71
- Rod Gilbert: 1975/76
- Anders Hedberg: 1984/85
- Adam Graves: 2000/01

Trofeo Calder
- Kilby MacDonald: 1939/40
- Grant Warwick: 1941/42
- Edgar Laprade: 1945/46
- Pentti Lund: 1948/49
- Gump Worsley: 1952/53
- Camille Henry: 1953/54
- Steve Vickers: 1972/73
- Brian Leetch: 1988/89

Trofeo Conn Smythe
- Brian Leetch: 1993/94

Trofeo Hart
- Buddy O'Connor: 1947/48
- Chuck Rayner: 1949/50
- Andy Bathgate: 1958/59
- Mark Messier: 1991/92

Trofeo James Norris
- Doug Harvey: 1961/62
- Harry Howell: 1966/67
- Brian Leetch: 1991/92, 1996/97

Trofeo Lady Byng
- Frank Boucher: 1927/28, 1928/29, 1929/30, 1930/31, 1932/33, 1933/34, 1934/35
- Clint Smith: 1938/39
- Buddy O'Connor: 1947/48
- Edgar Laprade: 1949/50
- Andy Hebenton: 1956/57
- Camille Henry: 1957/58
- Jean Ratelle: 1971/72, 1975/76
- Wayne Gretzky: 1998/99

Trofeo Lester B. Pearson
- Jean Ratelle: 1971/72
- Mark Messier: 1991/92
- Jaromir Jagr: 2005/06

Trofeo Lester Patrick
- William M. Jennings: 1970/71
- Terry Sawchuk: 1970/71
- Phil Esposito: 1977/78
- Fred Shero: 1979/80
- Emile Francis: 1981/82
- Lynn Patrick: 1988/89
- Rod Gilbert: 1990/91
- Frank Boucher: 1992/93
- Brian Mullen: 1994/95
- Herb Brooks: 2001/02
- John Davidson: 2003/04
- Brian Leetch y John Halligan: 2006/07

NHL Plus/Minus Award
- Michal Rozsival: 2005/06

Trofeo Vezina
- Dave Kerr: 1939/40
- Eddie Giacomin y Gilles Villemure: 1970/71
- John Vanbiesbrouck: 1985/86